# Тіллатоба (Міссісіпі)
Тіллатоба (англ. Tillatoba) — місто (англ. town) в США, в окрузі Ялобуша штату Міссісіпі. Населення — 95 осіб (2020).

## Географія
Тіллатоба розташована за координатами 33°59′6″ пн. ш. 89°53′46″ зх. д. / 33.98500° пн. ш. 89.89611° зх. д. (33.985086, -89.896060).  За даними Бюро перепису населення США в 2010 році місто мало площу 2,63 км², уся площа — суходіл.

## Демографія
Згідно з переписом 2010 року, у місті мешкала 91 особа в 37 домогосподарствах у складі 27 родин. Густота населення становила 35 осіб/км².  Було 42 помешкання (16/км²).
Расовий склад населення:
| - 93,4 % — білих - 4,4 % — чорних або афроамериканців |

До двох чи більше рас належало 2,2 %. Частка іспаномовних становила 3,3 % від усіх жителів.
За віковим діапазоном населення розподілялося таким чином: 27,5 % — особи молодші 18 років, 58,2 % — особи у віці 18—64 років, 14,3 % — особи у віці 65 років та старші. Медіана віку мешканця становила 38,8 року. На 100 осіб жіночої статі у місті припадало 89,6 чоловіків;  на 100 жінок у віці від 18 років та старших — 106,2 чоловіків також старших 18 років.
Цивільне працевлаштоване населення становило 44 особи. Основні галузі зайнятості: роздрібна торгівля — 100,0 %.